# 金华站
金华站（2014年10月20日前名为金华西站），位于中国浙江省金华市婺城区城北街道后丰路300号，为上海局集团管辖的客运一等站。经过铁路有沪昆铁路、金千铁路、沪昆客运专线和金温铁路以及建设中的金建铁路。车站直线距离金华市中心1.8公里、金华市政府3.6公里。

## 概要

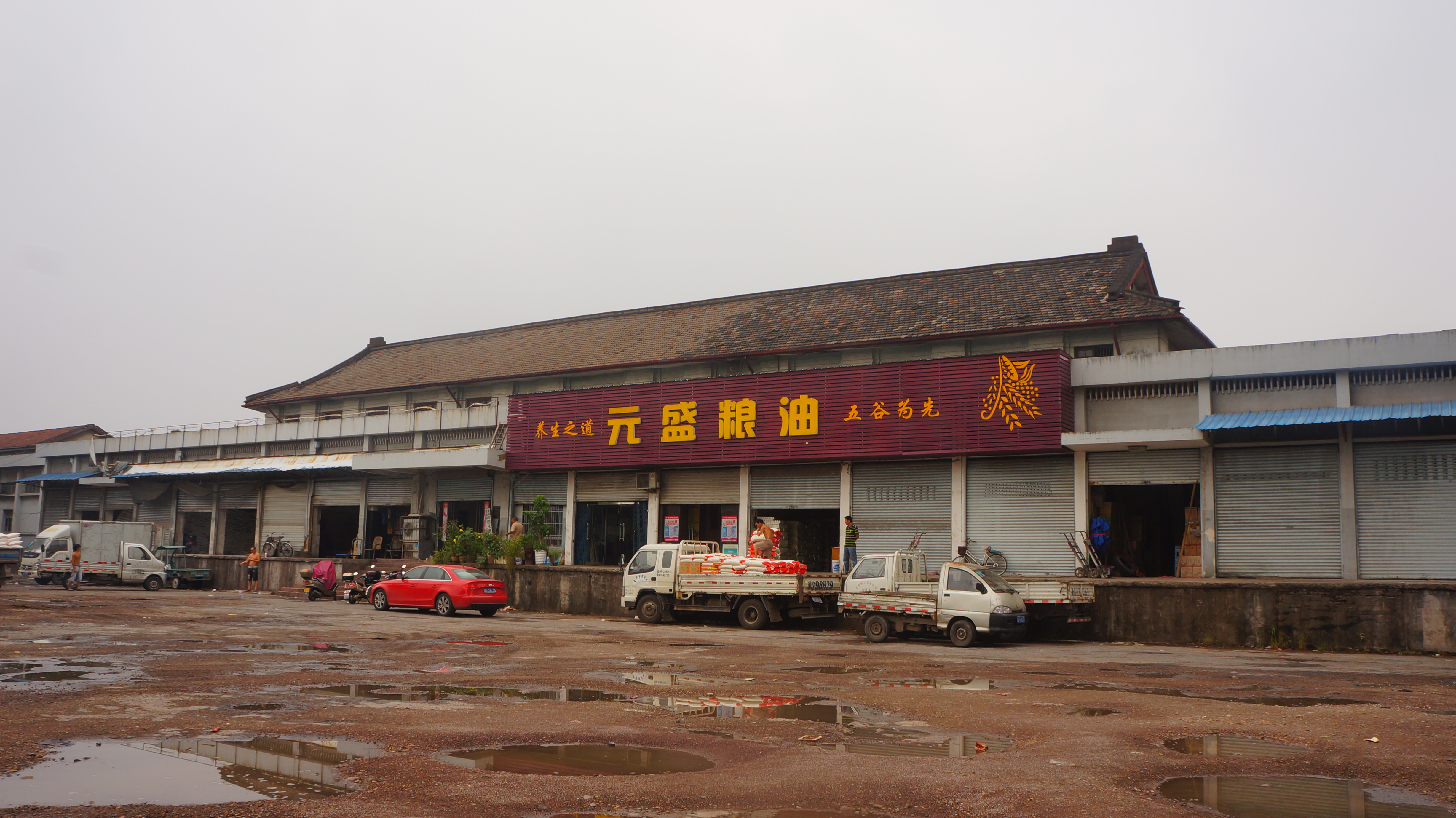
1932年开业的金华站，原金华西站（2017关闭）

金华站始建于1932年，金华老火车站是浙赣铁路上的一等区段站，站场由客运设施、货运设施和编组设施三部分组成，车站占地面积约3135平方米、二层，始建于1931年，并于1932年2月15日正式通车开站。当时杭江铁路（后称浙赣铁路）的通车典礼就在金华站举行。

### 金华西站

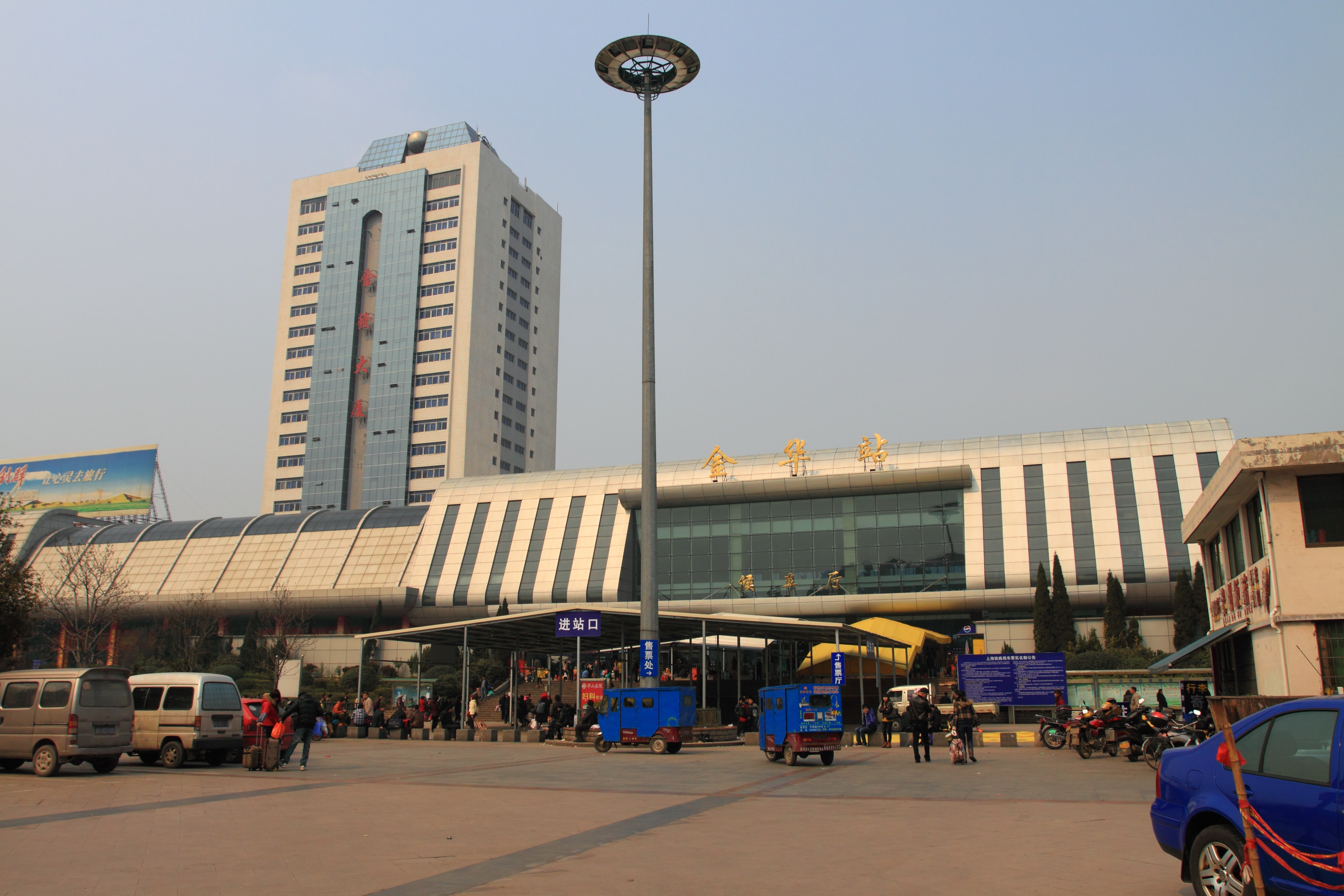
2012年金华西站南站房与尚未拆除的金发大厦

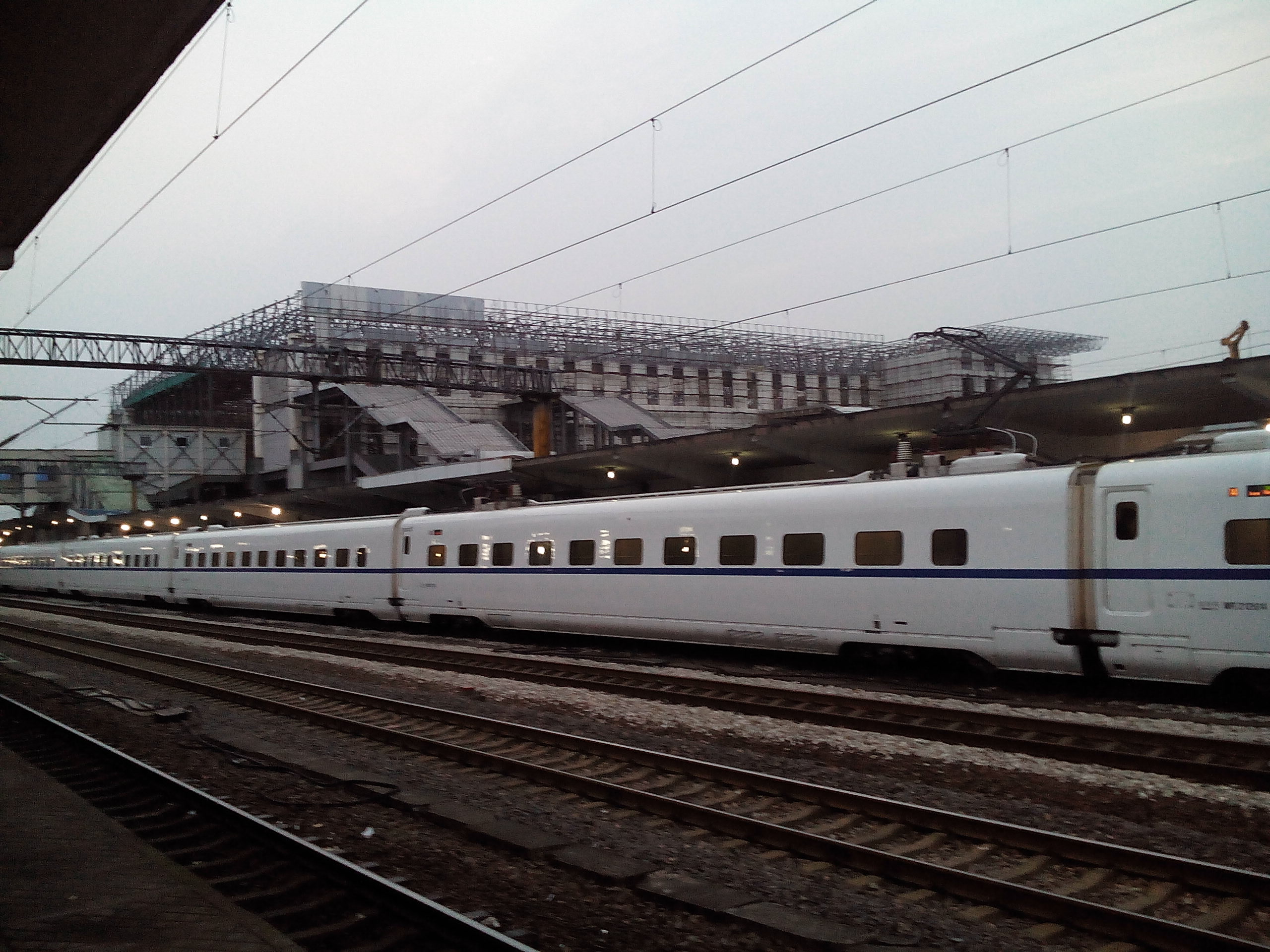
2014年6月，金华西站始发开往上海虹桥的D5664次列车，后侧北站房正在建设中

随着城市的发展，原浙赣铁路将金华城区一分为二，严重阻碍市内交通。铁道部经过重新规划，于1978年决定实行客货运分站：客运站由金华市中心整体搬迁至城北街道洪源村五里亭。为此金华市政府在城西规划了3000亩的铁路用地，作为日后新客站的建设用地。但1990年11月铁道部在南昌召开的浙赣复线“八五”工程鉴定会以投资不足为由暂停了金华客站的外移项目。金华市政府随后通过向浙江省政府打请示报告、说服时任全国人大副委员长严济慈建议铁道部重新研究、说服时任全国政协委员廉仲提交建设议案等方式争取金华客站的外迁工作。铁道部计划司最终于1991年12月30日“同意考虑安排金华客站的建设”，并与1992年4月27日正式批准项目。1992年12月19日，金华新客站奠基；1993年10月8日车站正式开工。1996年1月26日，金华新客站暨金发铁路大厦举行开通仪式定名为金华西站，首班停靠的列车为鹰潭始发至金华西的492次列车，首班发出的列车于上午10:10分开出。1月30日正式启用，首班停靠的列车为南宁至上海的180次列车:47。1999年本站至金华东站区间建成第三线。
金华西站作为原浙赣铁路上的大站，所有旅客列车均需要在该站停车换挂，造成运输能力紧张：高峰期间1条股道上曾有10辆机车停靠等待换挂，而部分下行列车曾在前方塘雅站被扣停长达两个多小时以等待进站。为提高线路的利用率，从2006年11月30日开始，上海铁路局开始试行向塘至杭州的机车长交路实验，有6对旅客列车不再在金华西站换挂。
2006年底，金华西站又启动了低站台改高的工作：将原有高度300mm的2、3、4、5站台改为高度为1250mm的高站台以适应第六次大提速后动车组列车的停靠，为此部分列车取消在金华西站的客运业务。金华西站站台改造工作于2007年1月15日完成。同年4月18日，金华西站迎来了动车组列车，第一班停靠的列车是南昌开往上海南的D92次列车。
2007年8月26日至2008年1月6日期间，因动车组列车的开行导致候车室经常出现人满为患对的情况，金华西站进行了站房改造工程。金华西站改造后的外立面仿照动车车厢设计，覆盖在原有候车室以南，寓意着铁路动车时代的到来。整个候车大厅面积从原先的324平方米增加到4660平方米，增加了进站大厅、普通候车室、软席候车室、母婴和团体候车室的面积，同时售票窗口也由12个增至24个。

### 2014年至今

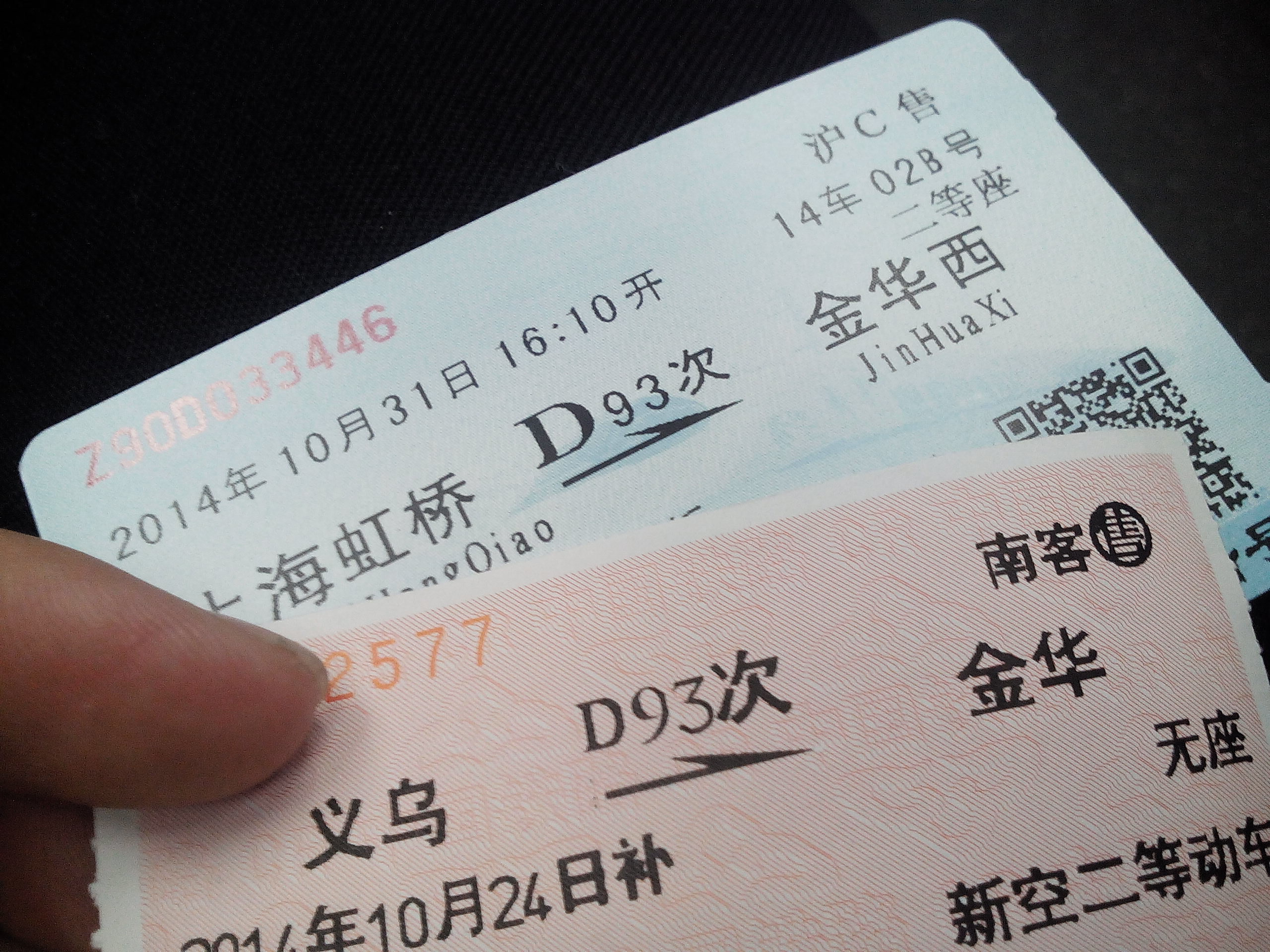
2014年10月，处在改名过渡期发售的金华站的车票，可见两种站名同时存在

金华市当地政府曾拟于2010年4月1日起将原金华西站与原金华站（货运）互换名称。但是，此后站内广播、站内滚动屏、站台上的站名乃至车票、时刻表等皆未作相应更改。直至2014年10月17日，金华车务段正式接到上海铁路局通知，中国铁路总公司已于10月14日下达批复，同意自2014年10月20日起沪昆线金华西站更名为金华站，位于婺江西路的金华线老金华站同步更名为金华西站，正在建设中的杭长高铁金华西站站台上新安装好的“金华西站”站牌也被撤下改为“金华站”。同年12月10日，沪昆客运专线通车，金华站北站房投入使用，南站房上盖的金發大厦（一度为金华地标建筑）同月22日开始拆除。随后，金华站南站房的改建工程于2015年6月4日启动，拆除931地下人防工程和西侧行包房。

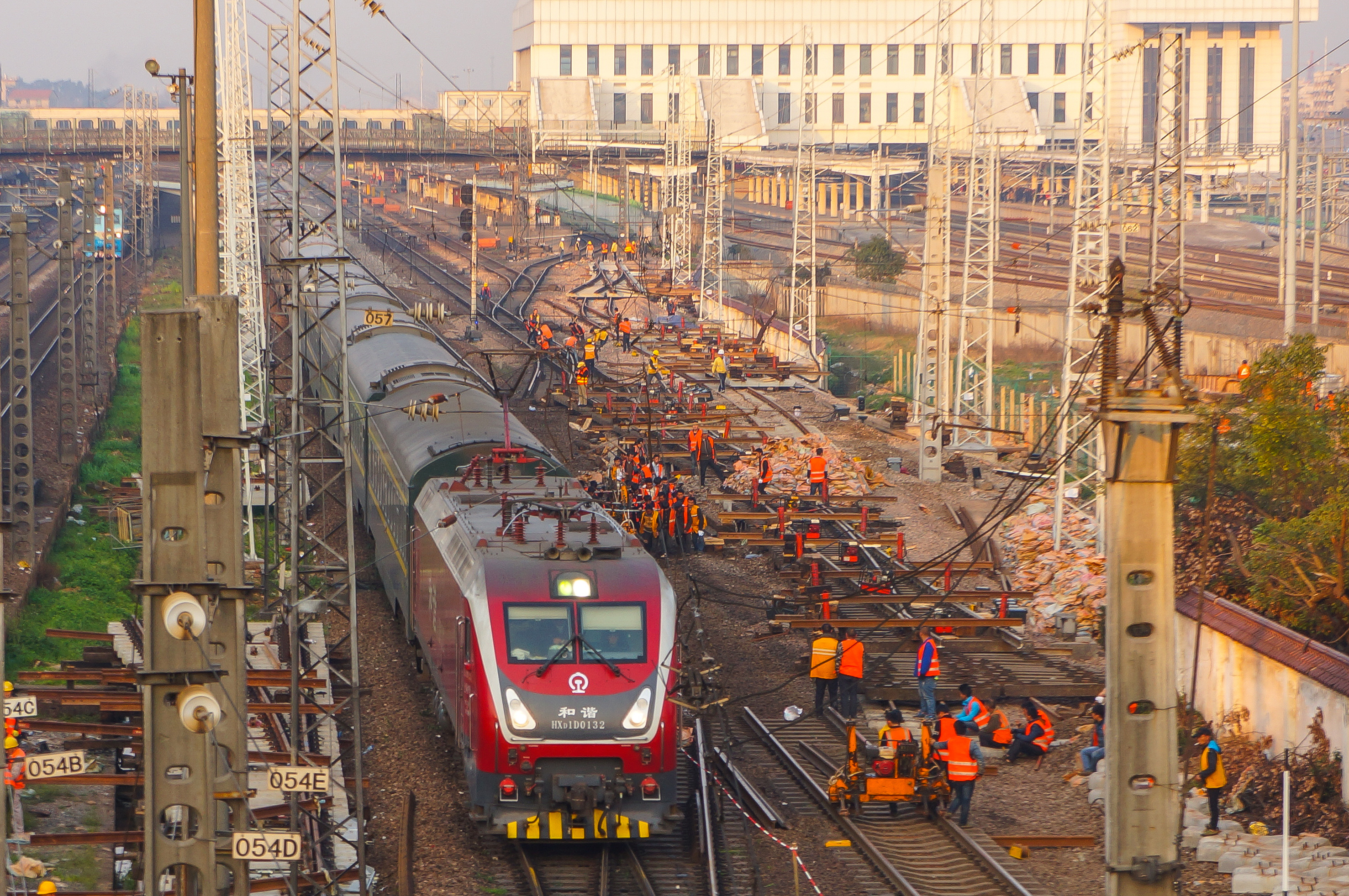
2017年3月站改期间，Z100次列车通过金华站

原计划进行的站改工程将现有的南站房（普速）拆除重建，并新建高架候车室，高架候车室期间普速场停办客运业务。然而由于南站房改造涉及范围比较广等多方面的因素，建设难度较大，与苏州火车站地区综合改造工程相当。因此尽管南广场西侧的主体结构已于2017年11月基本完工，但原计划2015年春运后即停运的普速场停运时间两度延后至2017年春运后进行。2017年2月28日24时开始至2019年年初，受到金华站站改建设高架候车室的影响，金华站停止办理普速列车的客运业务，仅有部分在金华站有技术作业的列车继续停靠。部分经由金温铁路运行的列车改由金华南站进行旅客乘降，两对始发列车K1182/1183、K1184/1181次和K1511/1510、K1512/1509次列车改为义乌站始发终到，而车站的办公区域则暂时转移至北站房。
高架候车室南侧于2017年年底完成主体结构建设，普速场站台则于2018年1月完成改造。全部工程包括高架候车室、站房等于2018年12月18日交付，并于12月28日上午九点投入使用。普速列车于2019年1月5日起恢复停靠。南站房启用后，北站房于2019年1月2日至1月21日间关闭施工。
金建铁路和沪昆铁路金华外绕线工程计划将即有金华普速场接入高速铁路，其中西咽喉引出金建铁路，东咽喉接入金义三线，而即有普速铁路则前往经过市区东郊、南郊的外绕线。

## 车站结构

### 站房
金华站总站房面积3万平方米，包括南站房、北站房和高架候车室。
金华站南站房于2018年12月28日启用，面积1.345万平方米。站房设计以“车站是城市门户”为灵感，并以“物华天宝，古韵金华”为主题，建筑主体造型灵感来源于一扇大门，并形似汉字“華”。外立面通过使用大檐口和直出屋面的立柱，并在坡顶等处理上汲取金华当地特色；同时使用大面积木雕窗花、窗饰，以体现金华当地的木工工艺技术；
北站房于2014年12月10日投入使用，面积5850平方米。
金华站高架候车室连接南北站房，面积11658平方米，共设有1178个候车座椅，最高可聚集8000人。高架候车室共设有检票口10个，进站闸机36台，其中普速列车将使用1-5检票口，动车组列车使用6-10检票口。
除了高架候车室外，车站南北两侧还将有两条地下通道连接。一条为出站地道，另一条则连接南北站前广场，方便不进站的行人南北互通。站前广场地下空间建筑面积7.41万平方米，包括南广场地下6.45万平方米，北广场地下0.96万平方米。
- 南进站大堂
- 高架候车室
- 高架候车室俯瞰
- 南出站口

### 站线布置
金华站站场设10个乘车站台面、15条到发股线，分为普速场和高速场。普速场有沪昆铁路及金千铁路经过，设8条线路，其中3条正线，5条到发线。上行方向至金华东站铺设3线，并连接东侧杭州机辆段金华客机折返段及2条客车整备线；下行往白龙桥为复线、竹马馆及金华西站（老站）为单线。两条单线在车站下行咽喉处的沪昆上、下行正线两侧岔出，使得金华西-金华东上行场及金华东下行场-竹马馆方向列车在经过普速场时需切割沪昆正线。
普速场共设有3个站台面、5个站台办理客运业务：始发列车多在2，5站台，沪昆下行列车多在1-2站台，上行列车多在4-5站台，3站台上下行列车均有停靠。
金华高速场有沪昆高速铁路经过，设7条线路。其中两条正线，5条到发线；3个站台面，5个站台：多数下行列车多在7-8站台，少量列车6站台；上行列车多在9-10站台。现因因条件限制无法开通立折始发列车。
| 北↑ | 北站房 |                                                          |  |
| 6道 | 10     | 高速场 到发线                                            |  |
|     | 岛式   |                                                          |  |
| 4道 | 9      | 高速场 到发线                                            |  |
| Ⅱ道 |        | 高速场 （龙游站）沪昆高铁 上行正线（东孝线路所、义乌站） |  |
| Ⅰ道 |        | 高速场 （龙游站）沪昆高铁 下行正线（东孝线路所、义乌站） |  |
| 3道 | 8      | 高速场 到发线                                            |  |
|     | 岛式   |                                                          |  |
| 5道 | 7      | 高速场 到发线                                            |  |
| 7道 | 6      | 高速场 到发线                                            |  |
|     | 侧式   |                                                          |  |
|     |        |                                                          |  |
| 8道 | 5      | 普速场 到发线                                            |  |
|     | 岛式   |                                                          |  |
| 7道 | 4      | 普速场 到发线                                            |  |
| Ⅵ道 |        | 普速场 （竹马馆站）金千铁路 正线                         |  |
| Ⅴ道 |        | 普速场 （白龙桥站）沪昆铁路 上行正线（金华东站）         |  |
| 4道 | 3      | 普速场 到发线                                            |  |
|     | 岛式   |                                                          |  |
| 3道 | 2      | 普速场 到发线                                            |  |
| Ⅱ道 |        | 普速场 （白龙桥站）沪昆铁路 下行正线（金华东站）         |  |
| 1道 | 1      | 普速场 到发线                                            |  |
|     | 侧式   |                                                          |  |
| 南↓ | 南站房 |                                                          |  |

## 营业状况

### 普速列车
金华站每日办理115列（2019年1月）普速列车的客运业务，其中多数为过路列车，主要发往杭州、鹰潭、宁波、温州及兰溪方向。2016年新金温铁路开通前，每年春运期间金华（西）站还会开行部分始发往温州方向的临客，使得往来西南地区和温州间的民工以在本站转车的形式减轻铁路运输压力。部分普速旅客列车在金华站除了办理旅客乘降作业外，还办理上水、司机继乘等作业。来往沪昆下行和金温貨線之間的旅客列车必須在金华站换挂。
杭州房建公寓段金华行车公寓保障金华站相关列车乘务人员的休息，成立于1953年，1998年从二七路迁至南站房东侧、后丰路168号现址，设有146间标房。
目前在金华站停靠普速列车终到站分布如下：
| 列车所属路局 | 目的地 |
| ------------ | --- |
| 上海局集团   | 南京、上海松江、杭州、徐州、宁波、上海、兰溪、福州、广州白云、广州、成都东、襄陽、重庆北 金温公司担当：温州、成都东、贵阳、广州（和广铁集团隔日交替担当） |
| 济南局集团   | 始发：聊城 |
| 成都局集团   | 成都西、重庆北、贵阳、上海松江、宁波 |
| 广州局集团   | 广州、深圳東、长沙、怀化、永州、海口、上海松江、上海松江、无锡、温州（和金温公司交替担当）                                                                |
| 昆明局集团   | 昆明、上海松江、上海松江、宁波 |
| 南昌局集团   | 南昌、福州、厦门北、九江、井冈山、赣州、温州、上海松江、上海松江、無錫、南京、北京（淡季停運）                                                            |
| 南宁局集团   | 南宁、上海南、上海松江、宁波 |
| 武汉局集团   | 宁波、武昌、荊門、杭州、十堰、上海松江、襄陽、温州、信陽                                                                                                  |

### 动车组列车
金华站停靠往上海虹桥、南京南、合肥南、长沙南、南宁东、广州南、贵阳北、昆明南等方向的动车组列车，是中国大陆48个重要交通枢纽之一。金华站于2018年9月23日开行前往香港西九龙站的跨境列车，成为广深港高铁香港段首批直通内地的44个城市之一，2025年1月因运行径路调整不再经过金华站。

### 始发列车

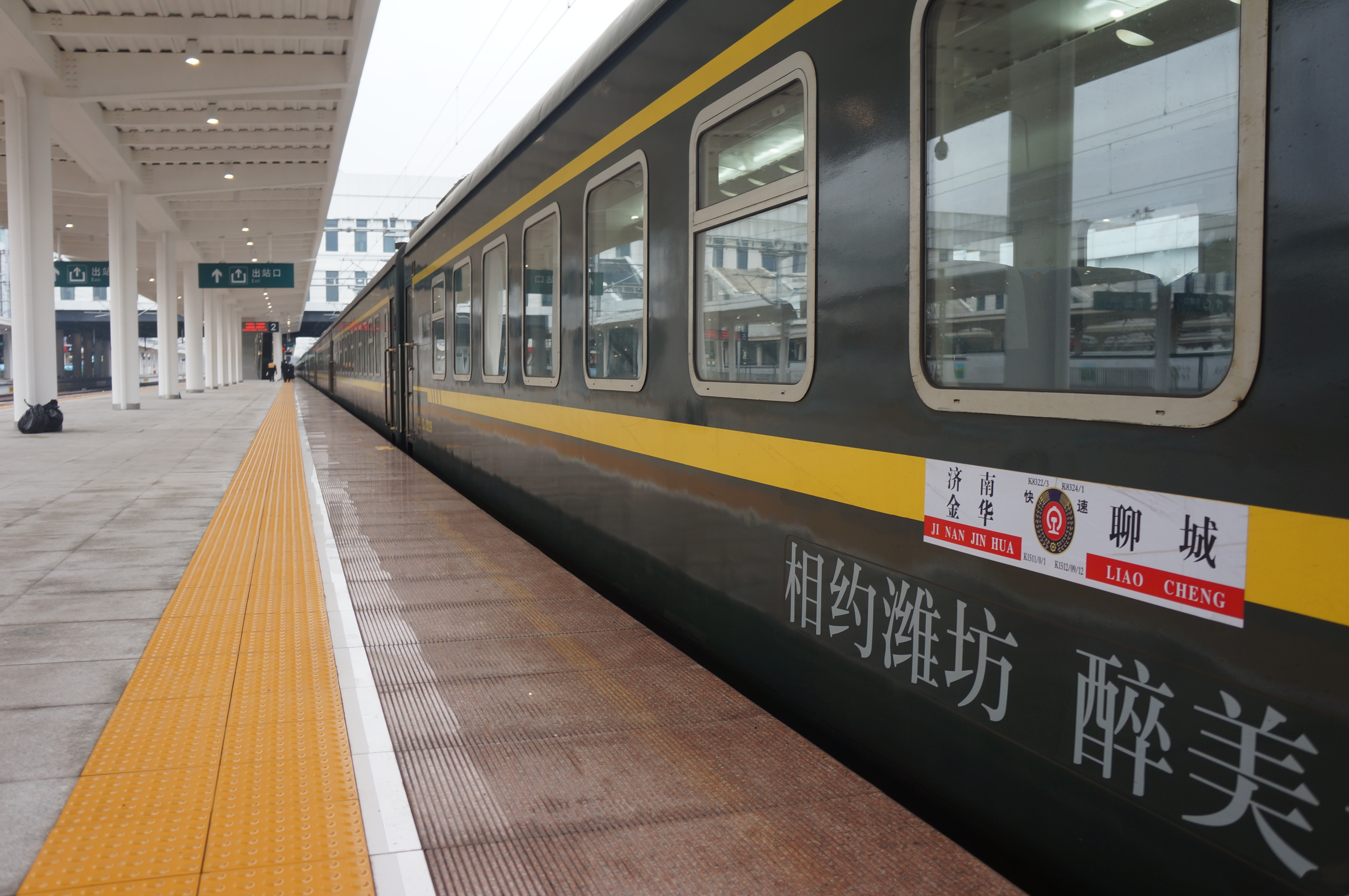
K1511次列车终到

金华站目前有1.5对始发列车，分别为至安庆的G7492/3次列车（衢州终到）和至宁波的C695/696次列车。
在2019年1月5日的调图中，金华站新增金华（衢州）—安庆G7492/3 G7494/1次1对高速动车组列车。
2023年12月31日甬金铁路通车，金华站新增金华—宁波C695/696次CR200J担当的动车组列车。
1932年原浙赣铁路通车至1990年代末，金华站（含老金华站）曾长期开行前往杭州（含西兴江边、城站）、南昌和鹰潭的始发列车:259-262:320-321。金岭铁路开通后，又开行金华-岭后681/682次列车，这对列车于1985年改车次为567/568，并于1987年与杭州-岭后的457/458次列车套跑:323。1998年，与金华-岭后列车套跑的杭州-岭后列车缩短至义乌始发终到:297，并改车次为8067/8069、8068/8070次。2007年4月18日后，由于兰溪-千岛湖段客流偏低，列车套跑顺序改为义乌→金华→千岛湖→义乌，车次改为7103/7105、7104次。由于客流持续低迷，这趟列车于2009年5月11日停运。
金温铁路通车后，金温公司于1998年6月11日开行金华西—温州645/6/7/8次列车。车次于2000年三提后改为5115/6/7/8；2009年4月1日后又改为K8475/6/7/8次。2010年10月26日延长至兰溪。K8478/8475、K8476/8477次列车于2015年1月31日停运，之后曾再2015年春运期间短暂运行过金华-温州的临客。
长途始发列车方面，金华西站于1998年10月1日新增前往沈阳北站的336/333、334/335次列车:318。2000年这趟列车车次改为1036/1033、1034/1035次。2011年7月1日启改为温州始发；2004年4月18日车站新增始发至烟台的2582/2583、2584/2581次列车，2011年1月11日起这趟列车车次改为K1182/1183、K1184/1181次列车。2019年12月30日停运。金华至聊城的K1511/1510、K1512/1509次列车于2016年5月15日开行。2025年7月1日，K1511/1510、K1512/1509次运行区间改为聊城至义乌，車次改为D203/D202、D204/D201次列车并改用采用复兴号CR200J型动车组担当
1990年代末金华西站曾短暂开行开行过至上海的359/360次列车（1995年3月14日—1998年10月延长至衢州:188）和南京西381/382次列车（1996年3月20日—1997年4月1日延长衢州:156）的始发列车:45;48；2000年代初曾开行至合肥的K973/974次（2002年7月16日~2004年4月18日）和宁波-金华西-杭州N556/557、N558次（2004年4月18日~2007年4月18日）列车。
2007年中国铁路第六次大提速后，金华西站曾开行数对始发沪昆既有线动车组列车，分别为至合肥的D5678/9次和至上海虹桥的D5664次列车。上海南-金华西D678/665次列车于2007年7月1日开行；2009年车次改为加D5678/5665次；2010年10月26日起列车由上海南改为上海虹桥始发终到，车次改为D5663/5664，同日新增上海虹桥至金华西D5661/5662次。2011年8月23日金华西至上海虹桥D5662次0.5对与上海虹桥至合肥D5492/3次0.5对贯通运行，车次改为D5678/9/8次。这些列车于2014年12月10日杭长客运专线开通后停运。
2019年12月30日原上海南至义乌、CR200J担当的D5685/D5686次1对延长运行区段为上海南～金华，车次改为D5481/D5482次。2020年10月10日停运。

## 争议事件

### 超售
2005年春运期间，金华西站站台工作人员多次将大量原本乘坐5058次、L764次列车前往温州方向的旅客在其车票未经改签的情况下，以“该列车较空、到温州时间早”为由安排乘坐由金温公司担当的L768次列车。都市快报及温州都市报记者经调查后发现金华西站售出的始发L764次列车车票每趟基本在3000张左右，但其定员仅有1200人；而L768次列车全列定员在1500人的情况下，出售车票却仅有1000张左右。该报记者认为车站的行为侵犯了消费者的知情权和选择权，可构成欺诈；且超售国铁列车车票的行为可能暗藏利益玄机，让金温公司免费为国铁运送旅客。

### 新站房外立面
2014年10月13日，金华市规划局在其官网上贴出《金华铁路西客站南站房及南广场设计方案征求意见》，提出金华站新建南站房建筑面积为13450平方米，并提供“婺剧脸谱”、“名士汇聚”两个南站房建筑方案，向市民征求意见。但2015年7月有市民在途径南广场工地时，发现工地张贴的效果图并非原先公示方案的任何一个。对此金华市规划局回应称，铁路方面认为以李清照诗词为灵感的“名士汇聚”方案空间浪费太大、现外观与内部功能较难协调，故而放弃，转而将原方案一“婺剧脸谱”稍作修改后作为定稿。金华市规划局原先的公示也被批评为“不靠谱、损害政府公信力”。

## 公共交通
金华站南广场在2018年底改造完成后面积将达到6.45万平方米，而北广场面积不足1万平方米。接驳交通包括公交、的士、金华轨道交通金义东线，乘降区域以南广场为主。

### 轨道交通
金华站南广场地下一层设有金华轨道交通车站，为金义东线起点站。车站是地下两层岛式车站，共设1条换乘通道和5个出入口。

### 公交
金华站的公交运力配置将以“南广场为主，北广场为辅”的原则进行。

#### 南广场
南广场设有东西两个公交场站，其中东侧公交站将以市区普通线路为主，而西侧则将以BRT和城乡公交为主。
| 站台       | 线路                                         | 备注 | 站台       | 线路                                     | 备注 |
| ---------- | -------------------------------------------- | ---- | ---------- | ---------------------------------------- | ---- |
| 东侧首末站 |                                              |      |            |                                          |      |
| 东侧站台   | 15路、18路、19路、310路                      | 始发 | 北侧站台   | 37路、330路往江南，24路、808路往中心医院 | 过路 |
| 西侧站台   | 37路、330路往浙师大，808路往兰溪，24路往江南 | 过路 |            |                                          |      |
| 西侧首末站 |                                              |      |            |                                          |      |
| 东侧站台   | B5路、金兰快线、金武快线                     | 始发 | 西北侧站台 | 城乡公交510路、705路、523路              | 始发 |

#### 北广场
| 站台       | 线路                                  | 备注 | 站台           | 线路                    | 备注 |
| ---------- | ------------------------------------- | ---- | -------------- | ----------------------- | ---- |
| 东侧首末站 | B3路、B4路、27路、303路、305路、809路 | 始发 | 环城西路停靠站 | 11路、18路、330路、Y3路 | 过路 |

### 出租车
金华市区出租车（蓝色或黄色）起步价8元，起步里程2.5公里，超过起步里程运价为2.5元/公里。 空驶加价为超过6公里以上部分运价加收50%；等候费为每4分钟折合1公里计费，即每4分钟2.5元；载客时间在23时至次日6时运价加收20%。

## 周边
- 长途汽车站：金华汽车西站（500米）
- 银行：农业银行金华市城西分行、浦发银行金华分行、邮政储蓄银行金华市站前支行、金华银行、金华成泰农商银行、中国工商银行、中国建设银行等网点。
- 公安：金华市公安局婺城分局、金华市站前派出所。
- 酒店：7天连锁酒店、格林豪泰酒店。